# Лъчезар Аврамов (физик)
Лъчезар Аспарухов Аврамов е български учен и общественик, професор, доктор на науките в Българската академия на науките
Завършил е висше образование в Софийски университет „Климент Охридски”, физически факултет, специалност „физика”, специализация „радиоелектроника”. Защитил е дисертация за кандидат на физико-математическите науки (доктор по физика) в Московски държавен университет, биологически факултет, катедра по биофизика на тема „Пикосекундна спектроскопия на процесите на разделяне и рекомбинация за зарядите в РЦ на пурпурните бактерии Rps. spheroides и ФС 1 на зелените растения”
Хабилитиран е в Технически университет, София.
Защитил е дисертация за „доктор на физическите науки“ в Институт по електроника на БАН през 2009 г. - „Ново поколение лазерни био-медицински системи”. 
Създател и ръководител е на Лаборатория ”Биофотоника” в Институт по електроника – 2010 – 2018 г. Създател е на ново научно направление за България – „Биомедицинска фотоника“, създател и научен координатор на „Национален център по биомедицинска фотоника“, обект от Националната пътна карта за научна инфраструктура 2020-2027 г. 
Създател и дългогодишен управител на високотехнологични spin off фирми: ОПТЕЛЛА ООД, Медицински център за интегративна медицина, ЕЛЕКТРА АСИСТ ООД.
Участник в над 45 международни договора, от които в качеството на ръководител – над 35, вкл. по европейските Рамкови програми - 3, Оперативна Програма „Развитие на Човешките Ресурси” – 3, Оперативна Програма „Конкурентноспособност” (Национален иновационен фонд)  -1, Оперативна Програма „Иновации и конкурентноспособност” – 1, с Фонд “Научни изследвания” – 15, с Обединен Институт по Ядрени Изследвания – Дубна – 4, по билатерални научни договори с институти от Италия, Германия, Испания, Русия, Украйна, Белорус, Индия, Румъния, Украйна, с индустриални партньори като Siemens, Medical solutions, Electron Tubes, UK, Photek, UK и много други. 
Член е на Управителния съвет на „Съюз на физиците в България“, на Европейски съюз на физиците, на „Международна асоциация по оптика и фотоника“, SPIE и член на Редакционния съвет на списание „Светът на физиката“.
Автор и съавтор е на над 200 научни публикации в областта на биофизика, биофотоника, нанофотоника, квантова електроника, оптоелектроника, спектроскопия, медицинска физика, наномедицина, от тях с импакт фактор или импакт ранг - над 180. Списък на научните публикации (ResearcherID, Research gate, и др.): https://scholar.google.bg/citations?hl=en&user=JOt6VnkAAAAJ https://www.researchgate.net/profile/Latchezar_Avramov - Author ID: 35598754400
https://www.scopus.com/authid/detail.uri?origin=AuthorProfile&authorId=35598754400&zone=
Брой цитати на научните публикации: над 1000
Професор Лъчезар Аврамов е единственият български учен с диплом и номинация за Наградата на ЕС за върхови научни постижения “DESCARTES 2004 – Excellence in Scientific Research” за участие в проект  “APLOМB” – “Advanced Photocathodes for Luminescence Optimization in Medicine and Biology”. https://ec.europa.eu/commission/presscorner/detail/en/MEMO_04_196
Носител е на Национална награда за наука “Питагор” на Министерството на Образованието и Науката за 2008 г. за най-успешна фирма в областта на изследванията и тяхното приложение. http://upb.phys.uni-sofia.bg/old/News/pitagor.html, Първа награда на конкурс на Българска Академия на Науките “България – XXI век. Перспективни пазарни ниши и тяхното научно обслужване”, 2001 г., Грамота и Втора награда на Национален конкурс ”Проект на годината”, МС на Р България, Агенция за малък и среден бизнес, 2000 г.
Лъчезар Аврамов е активен участник в политическия живот на България, като съветник и консултант на Комисията за образование и наука на Народното събрание, Министерството на образованието и науката. Заемал е изборни длъжности във всички органи на управление на Българската академия на науките – Член на Съвета на настоятелите, член на Управителния съвет, член на Общото събрание и негови комисии. В периода 2016 - 2020 г. е бил директор на Института по електроника, БАН.